# Osmia solitaria
Osmia solitaria är en biart som beskrevs av Sandhouse 1924. Osmia solitaria ingår i släktet murarbin, och familjen buksamlarbin. Inga underarter finns listade i Catalogue of Life.